# Deep in the Blues
Deep in the Blues — студійний альбом американського блюзового музиканта Джеймса Коттона за участі Джо Луїса Вокера та Чарлі Гейдена, випущений у 1996 році лейблом Verve. У 1997 році був удостоєний премії «Греммі» і W.C. Handy Blues Awards.

## Про альбом
Deep in the Blues — це чудовий джем Джеймса Коттона, гітариста Джо Луїса Вокера та джазового басиста Чарлі Гейдена. Тріо виконує класичні блюзові пісні з репертуару Мадді Вотерса, Персі Мейфілда і Сонні Бой Вільямсона і декілька власних пісень Коттона та Вокера. Звучання альбому досить інтимне та сире, що контрастує зі звичайними надмірно продюсованими сесіями Коттона. Платівку дещо псує слабкий вокал Коттона: у 1990-х роках музикант мав великі проблеми з горлом, що призвели до необхідності в хірургічних операціях, після яких йому довелось сконцентруватися виключно на грі на губній гармоніці. Сесія звукозапису відбулась 14 і 15 серпня 1995 року на студії Conway Recording Studios в Лос-Анджелесі, Каліфорнія. Альбом вийшов у серпні 1996 року на лейблі Verve.
Фотографія обкладинки CD Deep in the Blues була зроблена у 1995 році, на якій зображений Джеймс Коттон, що сидить на ґанку покинутої будівлі на плантації, де він жив зі своїм дядьком, Вайлі Гріном, поблизу Мод, Міссісіпі.

## Визнання
У 1997 році альбом був удостоєний премії «Греммі» (в категорії «Найкращий альбом традиційного блюзу». Також альбом того року отримав нагороду W.C. Handy Blues Awards (в категорії «Акустичний альбом року»).

## Список композицій
1. «Down at Your Buryin'» (Джеймс Коттон) — 4:32
2. «All Walks of Life» (Джеймс Коттон) — 3:34
3. «You Got My Nose Open» (Метт «Гітар» Мерфі) — 4:03
4. «Dealing With the Devil» (Сонні Бой Вільямсон) — 3:34
5. «Strange Things Happen» (Персі Мейфілд) — 4:20
6. «Country Boy» (Джеймс Коттон) — 3:21
7. «Vineyard Blues» (Джо Луїс Вокер) — 3:29
8. «Worried Life Blues» (Масео Меррівезер) — 4:05
9. «Two Trains Runnin'» (Маккінлі Морганфілд) — 4:53
10. «Ozark Mountain Railroad» (Чарлі Гейден) — 3:45
11. «Sad Letter» (Маккінлі Морганфілд) — 4:14
12. «Play With Your Poodle» (Сем Гопкінс) — 3:39
13. «Blues in My Sleep» (Джеймс Коттон) — 6:10
14. «Everybody's Fishin'» (Джеймс Коттон) — 3:18

## Учасники запису
- Джеймс Коттон — вокал (1—4, 6, 9, 11, 12), губна гармоніка (1—6, 8, 9, 11—13)
- Джо Луїс Вокер — акустична гітара (1, 2, 4, 6, 9, 11—14), сталева гітара (7)
- Дейв Максвелл — фортепіано (5, 8, 13)
- Чарлі Гейден — бас (1, 2, 4, 6, 9—14)

Технічний персонал
- Джон Снайдер — продюсер
- Джей Ньюленд — співпродюсер, інженер
- Бен Кінслі, Том Дейгл — асистенти інженера
- Жан-Філіпп Аллар — виконавчий продюсер
- Боб Базілі — координатор
- Керол Фрідмен — фотографія, артдиректор
- Тіна Андерсон — дизайн
- Вік Анезіні — мастеринг